# Galerie

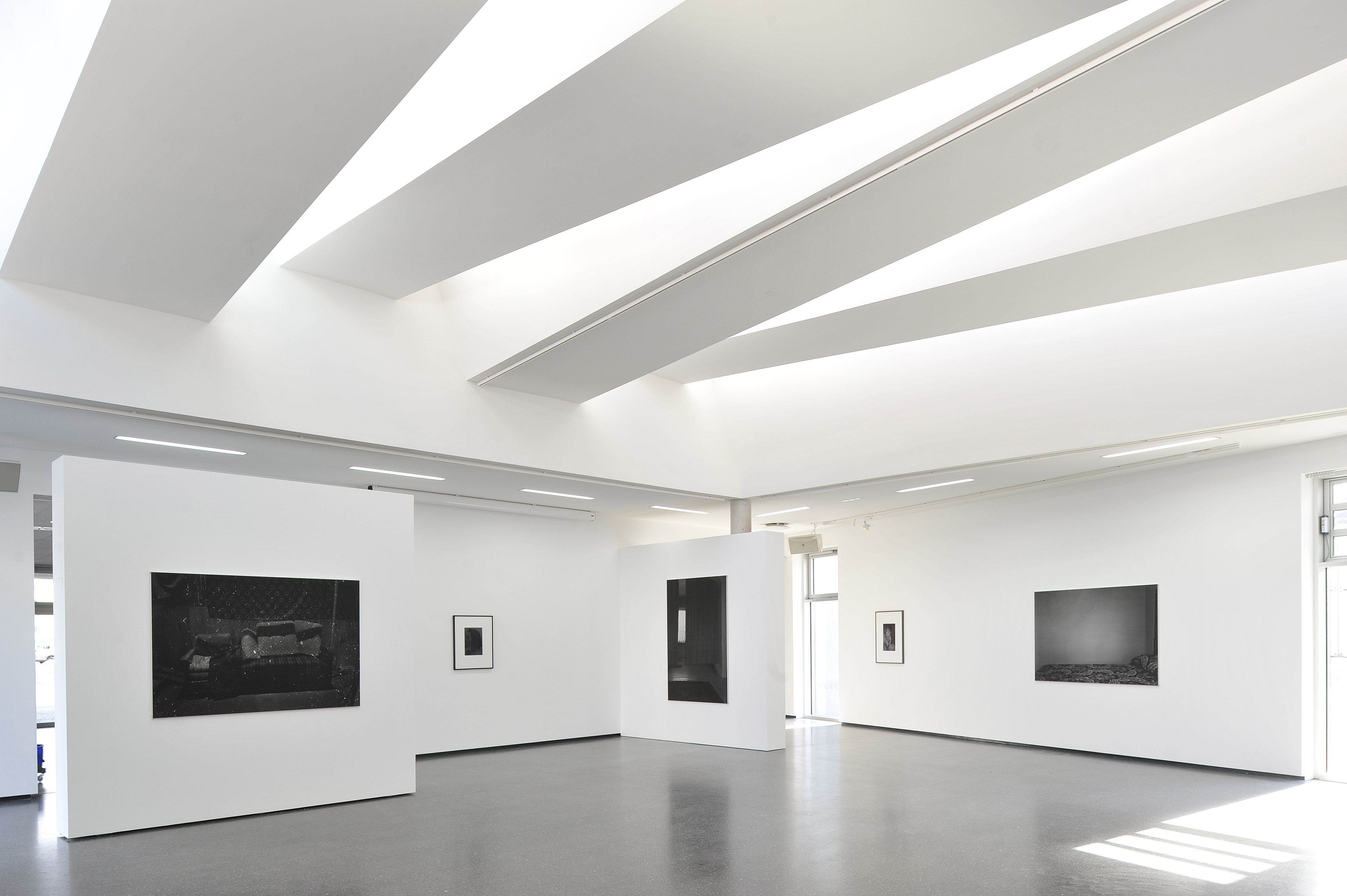
Tentoonstelling in een Oostenrijkse fotogalerie (Fotohof Galerie, Salzburg)

Een galerie of kunstgalerie, in België ook vaak galerij genoemd, is een ruimte waar tentoonstellingen van beeldende kunst worden georganiseerd, veelal met de bedoeling deze werken te verkopen. Voor het publiek is een galerie een vrij toegankelijke tentoonstellingsruimte waar men ongedwongen genoegen kan beleven aan nieuwe of oude kunst. Het kan daarbij gaan om beeldhouwkunst, schilderkunst, grafiek, of specialismen zoals edelsmeedkunst, fotografie, glaskunst, kunstenaarsboeken, tekeningen en nieuwe media.
Het Engelse gallery heeft een ruimere betekenis: het kan duiden op een serie plaatjes of een min of meer museale tentoonstellingsruimte. Ook het Duitse galerie kan betekenen een 'kunstzaal'.

## Professionele galerie
Professionele galeries tonen vaak unicaten maar soms ook multiples of grafisch werk in oplage. Galeries nemen meestal een bepaald bedrag (een 'commissie') van dertig tot vijftig procent van de verkoopprijs als bemiddelingsloon en vergoeding voor de kosten die zij maken om de werken van de kunstenaar bij het publiek onder de aandacht te brengen. Galeries hebben daarvoor een adressenbestand van geïnteresseerden, die uitnodigingen ontvangen. Ook zorgen zij via advertenties dat de naam van de kunstenaars die zij in hun 'stal' hebben bekend wordt.
Het werk dat niet getoond wordt, maar wel bij de galerie in de opslag staat, wordt 'werk in stock' genoemd. Serieuze galeries van hedendaagse kunst werken meerdere jaren met de kunstenaars waar zij voor gekozen hebben en vertonen om de zoveel tijd de nieuwe ontwikkelingen in hun werk. Galeries treden soms op als uitgever van edities in oplage waaronder kunstboeken en catalogi. Sommige galeries nemen deel aan internationale kunstbeurzen. De archieven van een vooraanstaande galerie vormen vaak een belangrijke bron van kunsthistorische informatie. In Nederland is de naamgeving van een galerie niet aan strikte regels gebonden maar het is, net als elders, heel gebruikelijk dat simpelweg voor de naam van de eigenaar gekozen wordt.
In Nederland zijn naar schatting 600 tot 800 galeries gevestigd, waarvan er ongeveer 125 zijn aangesloten bij de Nederlandse Galerie Associatie (gegevens van 2014).

## Openingen als sociale gebeurtenis
Het begin van een expositie in een galerie gaat vaak gepaard aan een feestelijke opening (ook wel vernissage genoemd). Voor deze opening worden mensen uitgenodigd uit de adressenbestanden van de galerie en van de deelnemende kunstenaar(s). Openingen worden gewoonlijk middels uitnodigingen, advertenties en agenda's aangekondigd en zijn veelal vrij toegankelijk. Openingen zijn sociale evenementen waarbij het gaat om 'zien en gezien worden'. Soms is er vóór de eigenlijke opening al een preview, waarvoor een select gezelschap van kunstliefhebbers wordt uitgenodigd. Zo kan het voorkomen, dat op de opening zelf de beste werken al verkocht zijn. In sommige gevallen wordt aan het einde van een tentoonstelling een finissage georganiseerd om het publiek nogmaals de gelegenheid te geven elkaar te midden van kunstwerken te ontmoeten en gesprekken over de tentoongestelde werken te voeren.

## Verschil met een kunsthandel
Een kunsthandel biedt meestal werk aan dat aangekocht is door het bedrijf, terwijl een galerie vaak werk laat zien dat nog in eigendom is van de kunstenaars die zij vertegenwoordigt. Kunstenaars geven hun werk aan de galerie 'in consignatie'. Een kunsthandel toont meestal kunstwerken van meerdere verschillende (vaak al overleden) kunstenaars in dezelfde ruimte, terwijl een galerie in de regel 'monografische tentoonstellingen' maakt (dat wil zeggen over één onderwerp of over één persoon), ook wel thema- dan wel solotentoonstelling genoemd. Soms maken galeries tentoonstellingen met een overzicht van alle kunstenaars die zij vertegenwoordigen, bijvoorbeeld tijdens een seizoenssalon of accrochage. Galeries leggen zich veelal toe op één bepaalde kunstrichting, zoals figuratieve kunst, conceptuele kunst, avant-garde of één bepaalde techniek zoals sieraden, glaskunst of grafiek. Andere verschillen met een gewone winkel zijn dat men soms moet aanbellen om een galerie te kunnen betreden en dat de openingstijden afwijken van de doorsnee postershop of lijstenmakerij.

## Verschil met een kunstenaarsinitiatief
Een voorbeeld van een expositieruimte die op een galerie lijkt maar daarvan verschilt doordat het geen commerciële winkel is, is een kunstenaarsinitiatief. Hier gaat het meestal om een collectief dat zich ten doel stelt actuele beeldende kunst een podium te verlenen, onafhankelijk van de populariteit bij een groot publiek. Een ander soort initiatief van kunstenaars kan ook zijn, dat zij in een bepaald weekend hun ateliers openstellen voor het publiek en een open-atelierroute organiseren.

## Overige
Er zijn ook kunstenaars die een eigen galerie hebben en daarbij ook beginnende collega's, die nog geen ruimte hebben, de gelegenheid geven hun kunstwerken voor een aantal weken te exposeren. Er zijn dan bijvoorbeeld bij een pottenbakker ook schilderijen in de expositieruimte te zien en te koop. Daardoor is er een gevarieerd aanbod van kunstwerken mogelijk. Soms worden leegstaande winkelpanden voor korte perioden verhuurd voor tijdelijke exposities.

## Galeries op Wikipedia

### België
- Callewaert Vanlangendonck Gallery (Antwerpen) (2012-heden)
- De Zwarte Panter (Antwerpen) (1968-heden)
- Galerie Breckpot (Antwerpen) (1921-1971)
- Galerie Georges Giroux (Brussel) (1912-1960)
- Gallery Fifty One (Antwerpen) (2000-heden)
- Galerie Janus (Antwerpen) (interbellum)
- Galerie San Salvador (Brugge) (interbellum)
- Galerie Taptoe (Brussel) (1955-heden)
- La Petite Galerie (Brussel) (1927-1947)
- Sofie Van de Velde Gallery (Antwerpen) (2013-heden)
- Tim Van Laere Gallery (Antwerpen) (1997-heden)
- Transit (galerie) (Mechelen) (1988-heden)
- Xavier Hufkens (Brussel) (1987-heden)
- Zeno X (Antwerpen) (1981-heden)

### Nederland
Amersfoort
- Galerie Het Kapelhuis (1960-1992)

Amsterdam
- Art & Project (1968-2001)
- Borzo Galerie (1987-heden)
- Canon Photo Gallery (1974-1993)
- Galerie Espace (1956-2011)
- Galerie Josine Bokhoven (1988-2013)
- Galerie K.I.S. (1990-2018)
- Galerie Louise Smit (1986
- Galerie Ra (1976-heden)
- Galerie Rob Koudijs (2007-heden)
- Galerie Sieraad (1969-1975)
- SmithDavidson Gallery (1969-heden)
- Galerie Swart (1964-2000)
- Torch Gallery (1984-heden)
- Galerie Fons Welters (1989-2025)

Delft
- Torch Gallery (1984-heden)
- Trits Sieraden  (1980-1995)]]

Eindhoven
- Yksi Expo (1991-heden)

Haarlem
- Galerie Espace (1956-2011)

Heerlen
- Kunstencentrum Signe (1985-2004)

Leeuwarden
- Galerie Ekster (1973-1978)

Nijmegen
- Galerie Marzee (1978-heden)

Rotterdam
- Galerie Cokkie Snoei (1989-heden)
- Galerie De Lachende Koe (1984-1989)
- Galerie Delta (1954-2017)
- Galerie Untitled (2007-heden)
- Galerie Slaphanger (1994-2003)
- Galerie Ecce (1994-2023)
- Galerie Fenna de Vries (1959-2022)
- Galerie RAM (1986-heden)
- Galerie Westerkadekunst (2017-heden)

Nijmegen
- Galerie Marzee

### Andere landen
- Art of this Century Gallery (New York) (1942-1947)
- Betty Parsons (New York) (1946-1982)
- David Zwirner Gallery (New York) (1992-heden)
- G-Art Blok (Paramaribo) (2015-heden)
- Galeria Mayoral (Madrid) (1989-heden)
- Gallery Eygi Du (Paramaribo) (2013-heden)
- Gallery Singh (Paramaribo) (1985-heden)
- Jack Tilton (New York) (1983-heden)
- Mary Boone Gallery (New York) (1977-heden)
- Now Gallery (New York) (1983-1989)
- Readytex Art Gallery (Paramaribo) (1993-heden)
- Saatchi Gallery (Londen) (1985-heden)

## Foto's

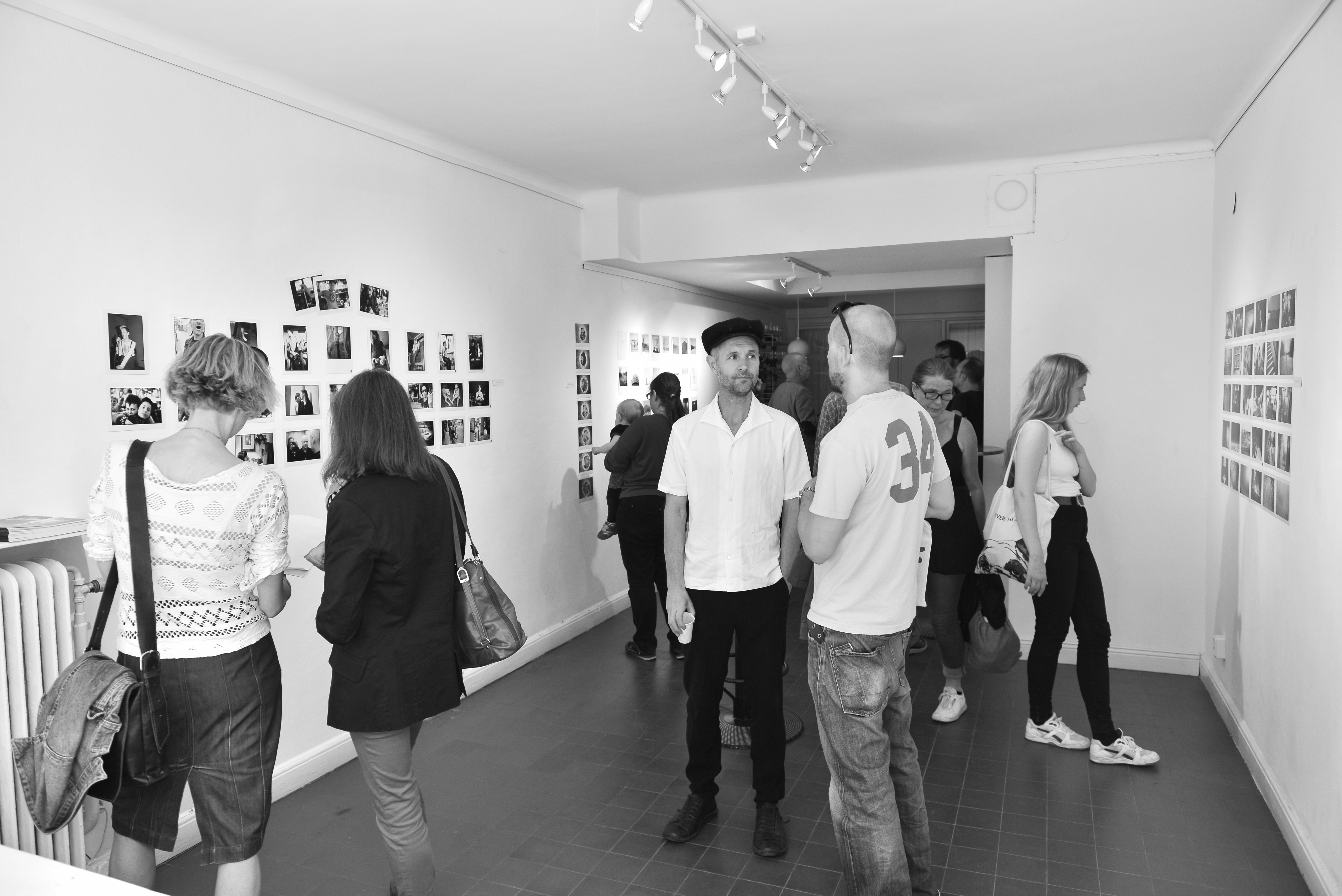
Een vernissage
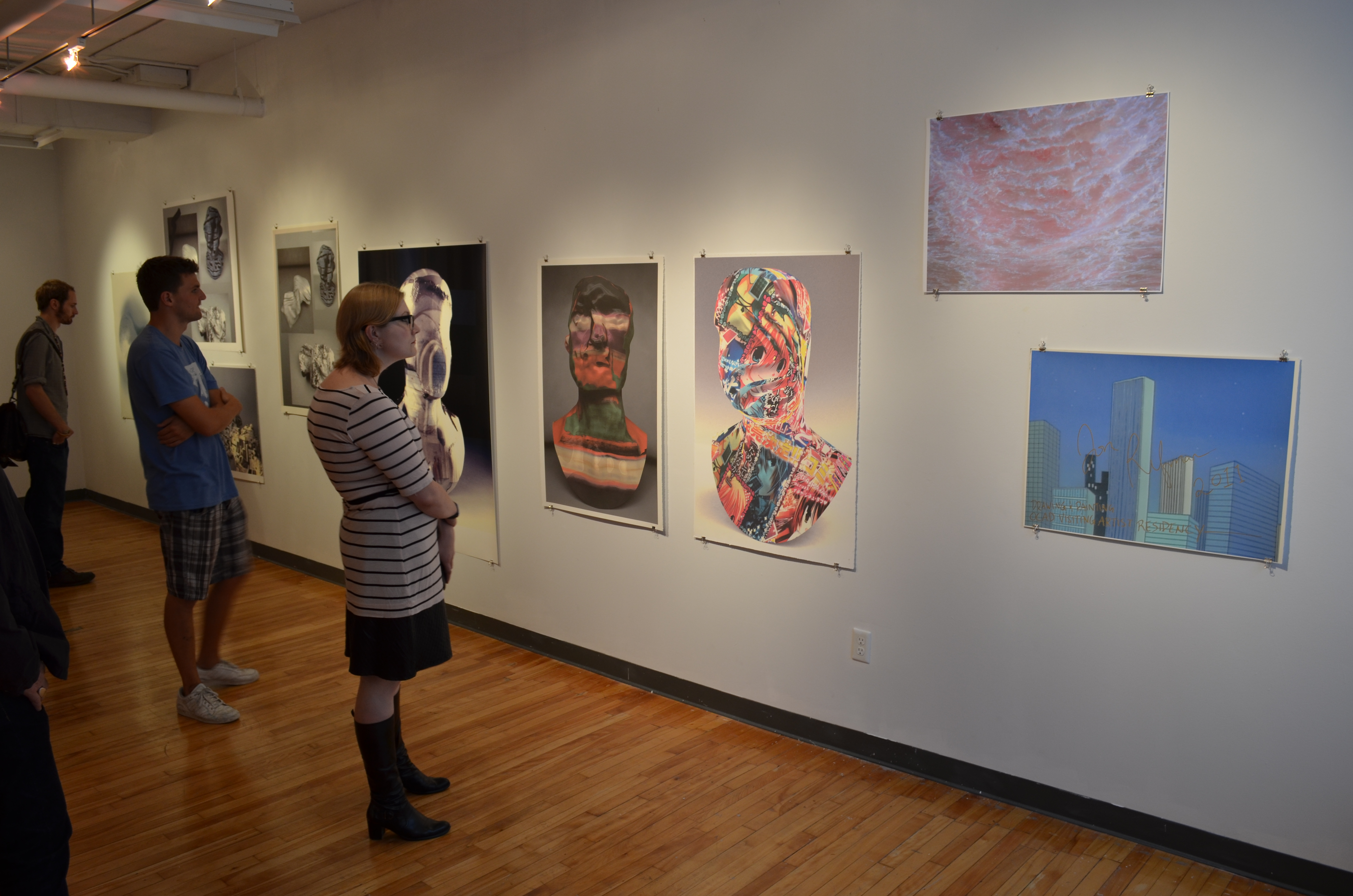
Tentoonstelling in een Canadese gallery
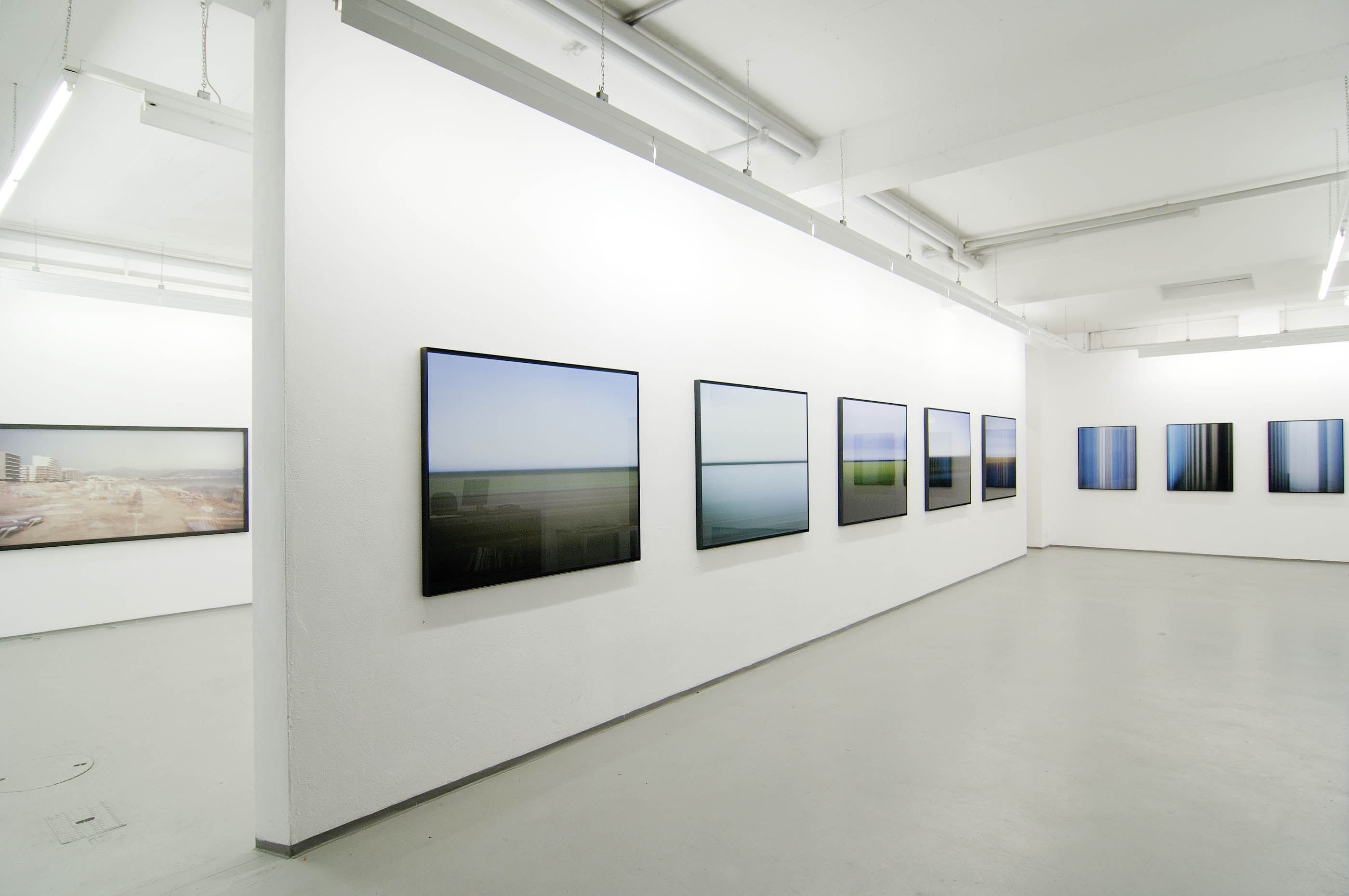
Fototentoonstelling (Fotohof Galerie, Salzburg)
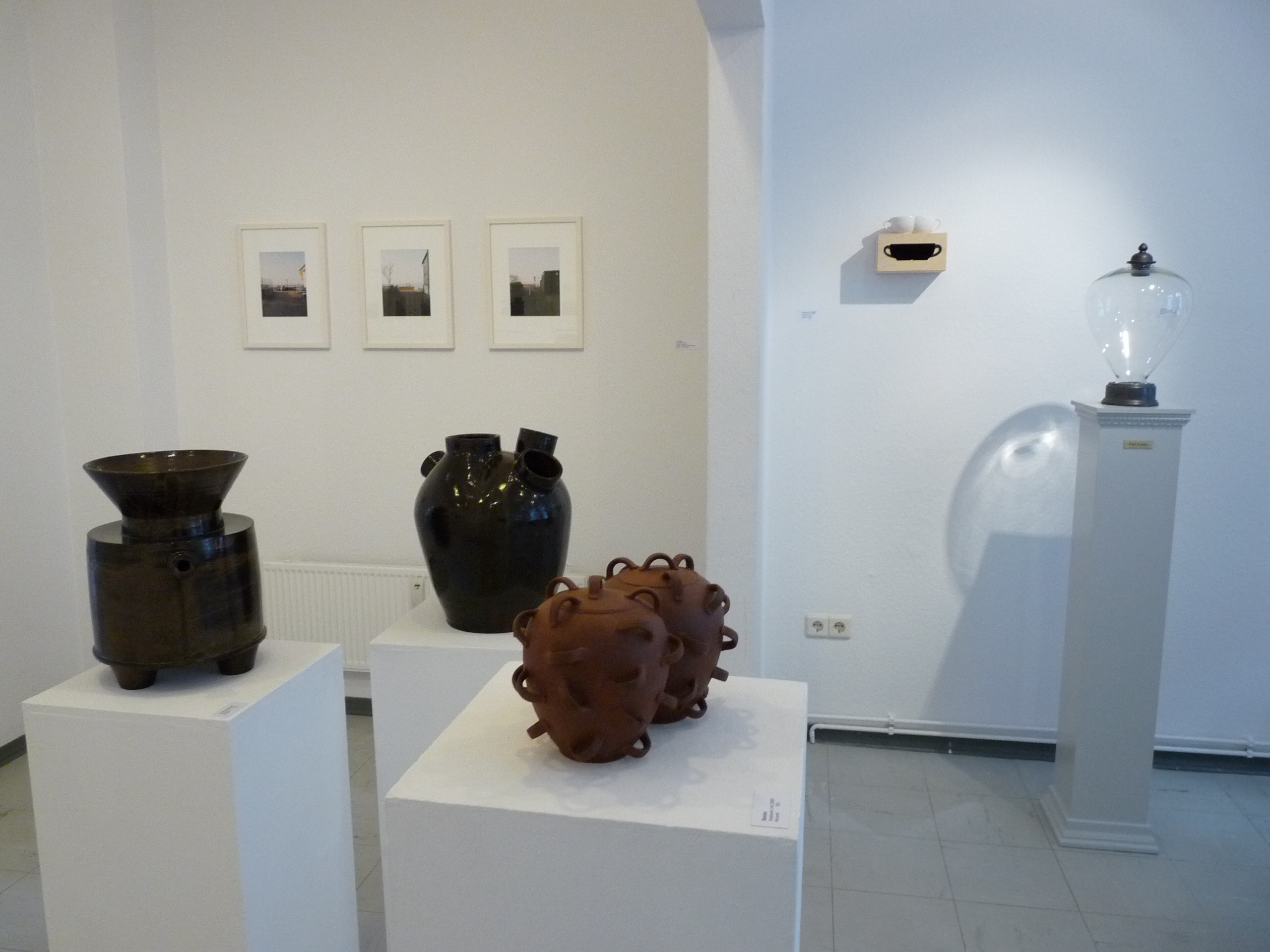
Tentoonstelling in een stadsgalerie